# Хлипли
Хлипли (укр. Хли́плі) — село в Мостисской городской общине Яворовского района Львовской области Украины.
Население по переписи 2001 года составляло 416 человек. Занимает площадь 2,429 км². Почтовый индекс — 81366. Телефонный код — 3234.